# 学校法人ポプラ学園
学校法人ポプラ学園（がっこうほうじんぽぷらがくえん）は、大阪府池田市に本部を置いて、豊中市・箕面市・大阪市東淀川区・兵庫県西宮市で、特別養護老人ホーム・介護付有料老人ホーム・デイサービスセンター・グループホーム・ショートステイ・サービス付き高齢者向け住宅・ケアプランセンター・訪問介護ステーション等を運営しているポプラグループの法人。

## 準学校法人
学校法人ポプラ学園は、私立学校法第64条第4項の規定により2020年（令和2年）8月26日に設立登記された法人。各種学校の設置を主たる目的とする特定公益増進法人であり、主たる目的である業務に関連する寄附金については、寄附金控除等の税制上の措置の対象とされている。

## 設置校

### 各種学校
- ポプラ介護福祉学校 - 介護福祉科[4]

## 教育方針
世界を舞台に活躍する介護福祉分野のリーダーの育成を目的に伊丹谷五郎がポプラ学園を設立。生徒の能力や個性を十二分に伸ばし、将来の可能性を広げていくことを教育方針に取り入れている。

## 沿革

### 略歴
2020年（令和2年）3月24日、令和元年度大阪府私立学校審議会令和2年度3月定例会において、第9号議案「学校法人ポプラ学園の設立及びポプラ介護福祉学校の設置の件」について、委員から「法人経営が行き詰まったときに支援するというグループ会社自体の経営状況はどうか。資金援助ができるような良好な状況であるのか。」という意見があった。事務局より資料に基づいて確認している旨の説明があり、採決の結果、賛成多数により「適当である」と答申した。

2020年（令和2年）8月26日、学校法人ポプラ学園の設立登記。
2021年（令和3年）4月、介護福祉士養成課程を設置する各種学校として旧池田市立伏尾台小学校南校舎にポプラ介護福祉学校が設置された。

### 年表
- 2020年（令和2年）8月 - 学校法人ポプラ学園設立[8][9]
- 2020年（令和3年）9月 - オープンキャンパス開催[10]
- 2020年（令和3年）10月 - 入学試験開始
- 2021年（令和3年）4月 - ポプラ介護福祉学校開校[11]
- 2021年（令和3年）6月 - 寄付金募集開始[12]
- 2021年（令和3年）10月 - 神戸医療未来大学主催のWeb合同企業説明会に参加[13]。
- 2023年（令和5年）3月 - ポプラ介護福祉学校第1期生卒業式[14]。

## 歴代理事長
| 代   | 氏名       | 就任日    | 出身校               | 略歴                           |
| ---- | ---------- | --------- | -------------------- | ------------------------------ |
| 初代 | 伊丹谷五郎 | 2020年8月 | 関西学院大学経済学部 | 社会福祉法人池田さつき会理事長 |